# هتل سالاردره
سالار دره، هتل و روستایی است از توابع بخش کلیجان‌رستاق شهرستان ساری در استان مازندران ایران.

## جمعیت
این روستا در دهستان کلیجان رستاق علیا قرار دارد و بر پایهٔ سرشماری سال ۱۳۹۰ دارای ۵۷۹ نفر می‌باشد.

## بن‌مایه
1. ↑  «تعداد جمعیت و خانوار تا سطح آبادی براساس سرشماری عمومی نفوس و مسکن ۱۳۹۰». مرکز آمار ایران. بایگانی‌شده از اصلی در ۶ اکتبر ۲۰۱۴. دریافت‌شده در ۲۰ ژوئن ۲۰۱۵.